# Medaliści mistrzostw świata w kajakarstwie – kanadyjki kobiet
Lista medalistek mistrzostw świata w kajakarstwie w kanadyjkach kobiet.

## 200 m C1
| Rok i miejsce | Złoto                     | Srebro               | Brąz                              |
| ------------- | ------------------------- | -------------------- | --------------------------------- |
| 2010 Poznań   | Laurence Vincent-Lapointe | Li Tianian           | Marija Kazakowa                   |
| 2011 Segedyn  | Laurence Vincent-Lapointe | Marija Kazakowa      | Stanilija Stamienowa              |
| 2013 Duisburg | Laurence Vincent-Lapointe | Stanilija Stamienowa | Zsanett Lakatos                   |
| 2014 Moskwa   | Laurence Vincent-Lapointe | Stanilija Stamienowa | Valdenice Conceicao Do Nascimento |

## 500 m C2
| Rok i miejsce | Złoto                                         | Srebro                               | Brąz                                 |
| ------------- | --------------------------------------------- | ------------------------------------ | ------------------------------------ |
| 2010 Poznań   | Laurence Vincent-Lapointe Mallorie Nicholson  | Marija Kazakowa Jekatierina Pietrowa | Luciana Costa Lima Camila Conceicao  |
| 2011 Segedyn  | Laurence Vincent-Lapointe Mallorie Nicholson  | Anastasija Ganina Natalja Marasanowa | Kincső Takács Gyöngyvér Baravics     |
| 2013 Duisburg | Laurence Vincent-Lapointe Sara-Jane Caumartin | Zsanett Lakatos Kincső Takács        | Nancy Millan Maria Mailliard         |
| 2014 Moskwa   | Zsanett Lakatos Kincső Takács                 | Daryna Kasciuczenka Kamila Bobr      | Natalja Marasanowa Olesia Romasienko |